# Râul Alibeg, Bârzava
Râul Alibeg este un afluent al râului Bârzava. 

## Hărți
- Harta Județului Caraș-Severin
- Harta Munții Semenic  Arhivat în 4 martie 2016, la Wayback Machine.